# Henry Art Gallery

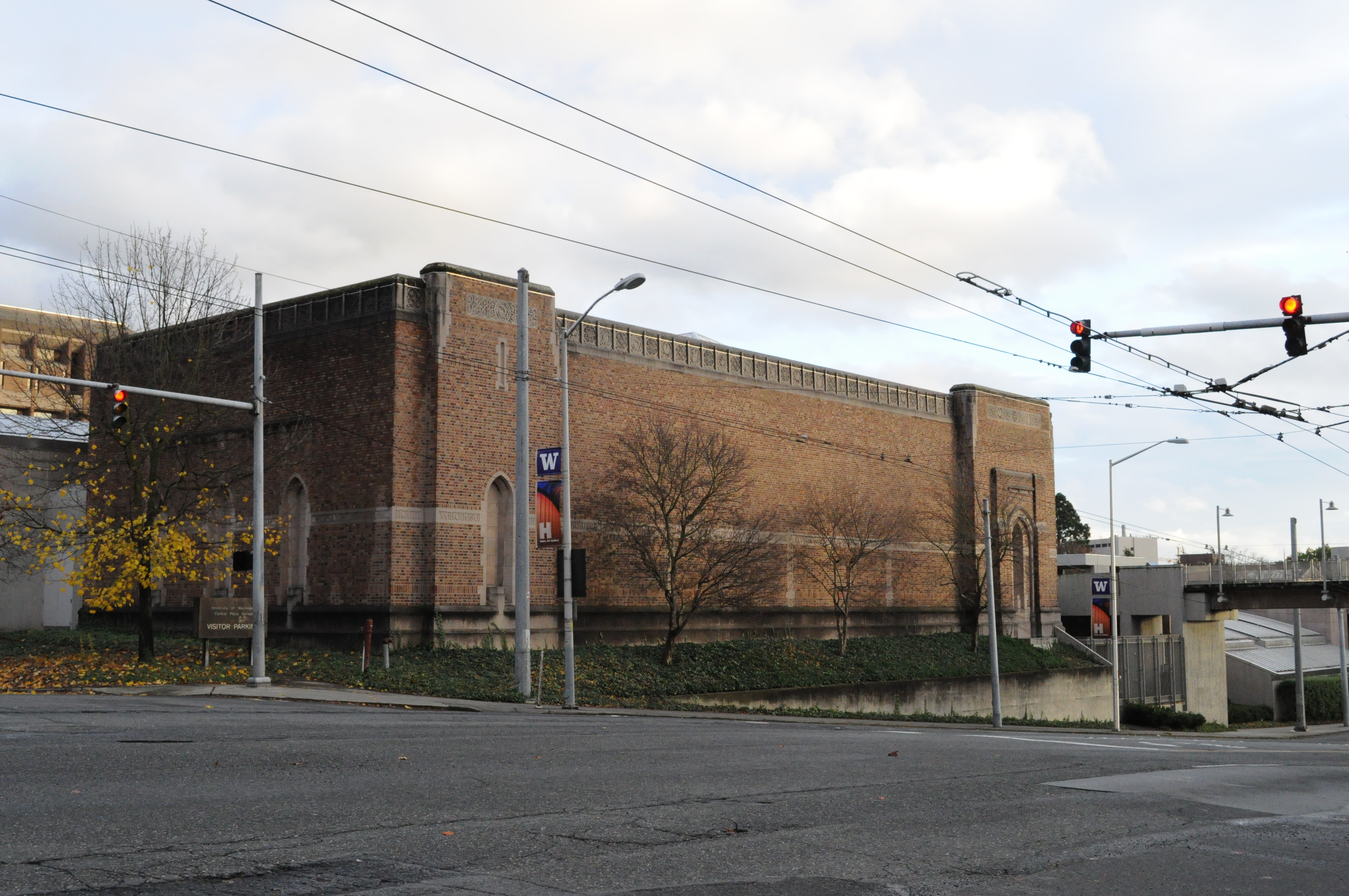
Henry Art Gallery, University of Washington, Seattle, Washington, USA

Die Henry Art Gallery (genannt „the Henry“) ist ein Museum für zeitgenössische Kunst auf dem Campus der University of Washington in Seattle, Washington, USA. Die Henry Art Gallery wurde dank einer großzügigen Spende von Horace C. Henry im Jahr 1927 gegründet. Sie war das erste Museum für zeitgenössische Kunst im Bundesstaat Washington. Seit ihren Anfängen hat sich die Henry Art Gallery der Präsentation bekannter zeitgenössischer Künstler und der Förderung aufstrebender Talente verschrieben.

## Geschichte

Henry Art Gallery, Fifteenth Avenue Northeast at Northeast Campus Parkway

Horace C. Henry, ein lokaler Geschäftsmann, stellte die Mittel für den Bau sowie seine Sammlung von 178 Kunstwerken zur Verfügung. Die Sammlung, die er seit den 1890er Jahren zusammen mit seiner verstorbenen Frau Susan aufgebaut hatte, bildete den Grundstock des Museums. Am 10. Februar 1927 wurde die Galerie der Öffentlichkeit zugänglich gemacht. Zuvor hatte Henry bereits einen Teil seines Hauses auf dem Capitol Hill als kostenloses Museum betrieben, das zehn Stunden pro Woche für die Öffentlichkeit zugänglich war. Die Horace C. Henry Art Gallery wurde 1925 bis 1926 von den Architekten Bebb and Gould (Carl F. Gould) aus Seattle entworfen und zwischen 1926 und 1927 errichtet. Das Gebäude ist architektonisch bedeutsam, da es eines der schönsten von Goulds achtundzwanzig Gebäuden auf dem Campus der Washington University ist. 1997 wurde das Museum um 3700 Quadratmeter erweitert, wobei ein 154 Sitzplätze umfassendes Auditorium hinzugefügt wurde. Diese Erweiterung wurde von Gwathmey Siegel & Associates Architects gestaltet.
Die Henry Art Gallery beherbergt eine Sammlung von über 28.000 Kunstwerken mit Schwerpunkt auf zeitgenössischer Kunst und Fotografie. Ein herausragendes Werk der Sammlung ist die Skyspace-Installation „Light Reign“ des Künstlers James Turrell. Das Ausstellungsprogramm des Museums widmet sich vor allem der zeitgenössischen Kunst und der Geschichte der Fotografie. Aufgrund der Lage an der Westküste der USA spiegelt sich der Einfluss japanischer Ästhetik im Nordwesten in der Sammlung japanischer Farbholzschnitte, Textildesigns und volkstümlicher Keramik wider, die in den 1960er Jahren von Robert Sperry, Frances und Thomas Blakemore und Elizabeth Bayley Willis zusammengetragen wurde. Die Westküsten-Keramiksammlung wuchs mit den Schenkungen von Joseph und Elaine Monsen. Besonders erwähnenswert sind die Albert Feldmann Collection of European Master Prints, die Joseph and Elaine Monsen Collection of Photography, die Stimson-Bullitt Collection of Nineteenth-century prints, die Bill and Ruth True Collection of Contemporary Art und die Washington Arts Consortium Collection of American Photographs, 1970–1980.

## Sammlungen

### Kunstsammlung

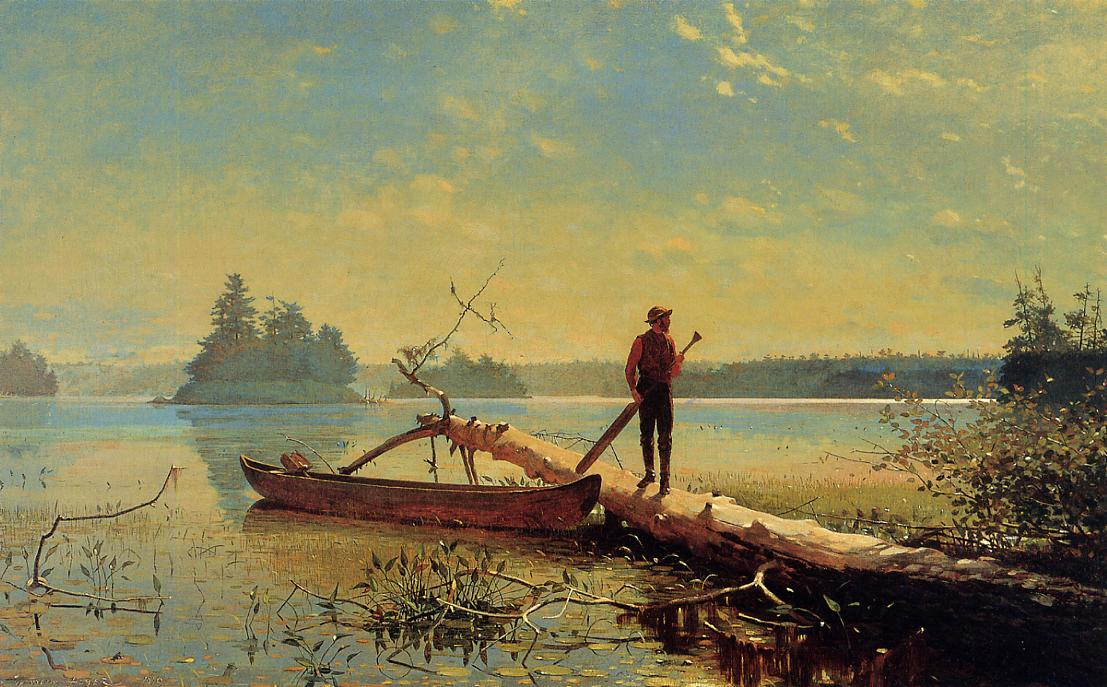
Winslow Homer (1836–1910): An Adirondack Lake, 1870. Horace C. Henry Collection

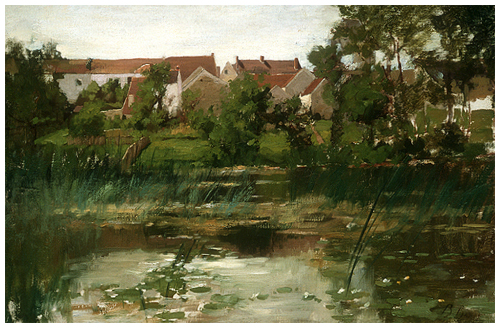
William Bliss Baker (1859–1886): Landscape, Grez, ca. 1882. Horace C. Henry Collection

Die ständig wachsende Sammlung umfasst mehr als 28.000 Objekte aus aller Welt, darunter Fotografien, Drucke, Zeichnungen, Gemälde, Keramiken, Kostüme und Textilien. Die Sammlung begann mit der Schenkung von Gemälden des 19. und 20. Jahrhunderts durch Horace C. Henry an die University of Washington im Jahr 1926. Im Laufe der Jahre wuchs die Sammlung durch Ankäufe bei Ausstellungen und durch die Großzügigkeit von Sammlern, Künstlern und Spendern. Das Wachstum der Sammlung von den 1950er bis zu den 1970er Jahren wurde stark durch die Kunstfakultät der University of Washington, Ankäufe bei Ausstellungen und Werke der Northwest Designer Craftsmen beeinflusst. Das Henry konzentriert sich auf den Aufbau einer multidisziplinären Sammlung zeitgenössischer Kunst. Die zeitgenössische Sammlung umfasst Installationen, Videos und Skulpturen sowie Gemälde und Arbeiten auf Papier.

### Fotosammlung
Das Henry ist bekannt für seine Fotosammlung, deren umfangreiche Bestände von den Anfängen des Mediums in den 1840er Jahren bis in die Gegenwart reichen. Die Fotosammlung wurde 1979 von Joseph und Elaine Monsen gegründet. Neben kontinuierlichen Schenkungen der Familie Monsen wurde die Fotosammlung durch bedeutende Schenkungen der Andy Warhol Foundation, Philip A. Bernstein und Yuri and Zhou erweitert. Sie umfasst nun mehr als 3000 Werke, darunter Beispiele früher Fotografen und Medien sowie ikonische Bilder von Fotografen des 20. und 21. Jahrhunderts. 2017 erwarb das Henry 185 fotografische Werke vom kürzlich davor aufgelösten Washington Art Consortium (WAC) – die gesamte fotografische Sammlung. Jahr 2016 wurde die jährliche Vortragsreihe Monsen Photography Lecture ins Leben gerufen, um wichtige Macher und Denker der Fotokunst in den pazifischen Nordwesten zu bringen. Die Vortragsreihe ist nach Dr. Joseph und Elaine Monsen benannt und soll das Wissen und die Wertschätzung der Fotokunst fördern.

### Grafiksammlung
Die Henry-Grafiksammlung dokumentiert die Kunstgeschichte der Künstlergrafik, die im 16. Jahrhundert in Europa entstand, sowie japanische Ukiyo-e Farbholzschnitte. Die Northwest Printmakers sind ein Beispiel für amerikanische Künstler, Grafiker und Lehrer, die im 20. Jahrhundert im pazifischen Nordwesten lebten und arbeiteten.
Die Stimson Bullitt Collection, eine Schenkung von Dorothy Stimson Bullitt, ist eine Sammlung von Druckgrafiken, die erstmals 1909 in der Black and White Loan Exhibition der Seattle Public Library gezeigt wurde. Die Schenkung umfasst Werke von James McNeil Whistler und Francis Seymour Haden, die beide an der Bewegung zur Wiederbelebung der britischen Druckgrafik beteiligt waren. 2017 schenkte Albert Feldmann dem Henry 200 europäische Drucke des 15. bis 19. Jahrhunderts, darunter Werke von Dürer, Goya und Hogarth. Dank dieser großzügigen Schenkung bietet die Sammlung Henry, die bereits über eine starke Sammlung des 19. und 20. Jahrhunderts verfügt, nun eine vollständige Chronologie der Drucktechniken und der Geschichte der Druckgrafik.